# 国道178号

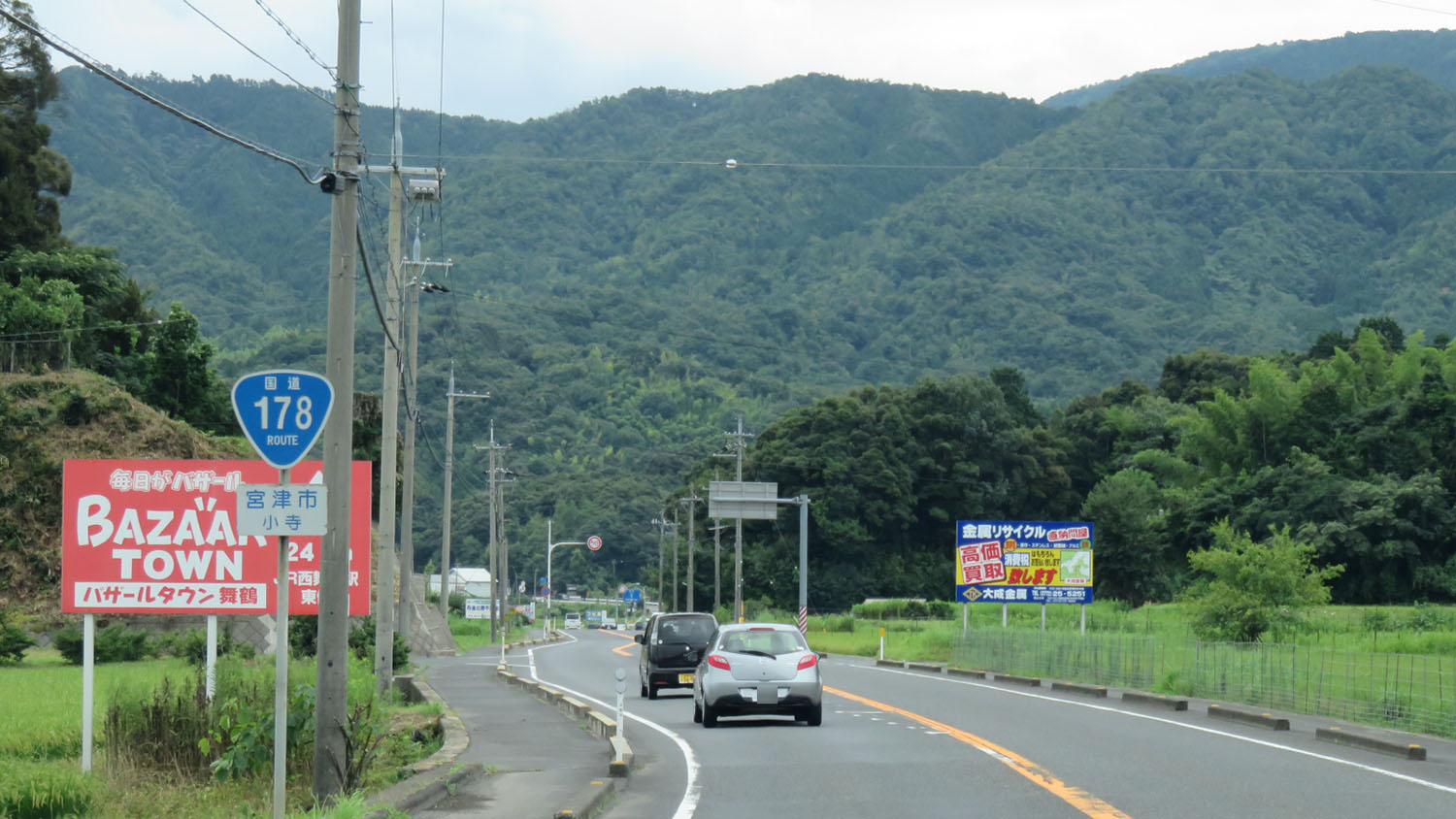
京都府宮津市小寺

国道178号（こくどう178ごう）は、京都府舞鶴市から鳥取県岩美郡岩美町に至る一般国道である。

## 概要
京都府の若狭湾に面する舞鶴市の国道27号分岐（大手交差点）から、日本海側の海岸線に沿うように若狭湾（栗田湾、宮津湾）と丹後半島を周回し、兵庫県の豊岡市街地と経て、鳥取県の最東端に位置する岩美郡岩美町にある岩美IC（国道9号）に至る延長約202 kmの一般国道の路線である。舞鶴市内の起点・大手町交差点から八田交差点までの区間は国道175号と重用し、国道175号分岐点の舞鶴市字八田から終点・岩美郡岩美町までの区間は実延長部分でもある単独区間である。このほか、美方郡香美町余部には支線が存在する。

### 路線データ
一般国道の路線を指定する政令に基づく起終点および重要な経過地は次のとおり。
- 起点：舞鶴市（大手交差点 = 国道27号交点、国道175号・国道177号終点）[座標 1]
- 終点：鳥取県岩美郡岩美町（大字浦富字宇和田23-1地先[3][4]、岩美IC = 国道9号交点、鳥取県道325号網代港岩美インター線終点）
- 重要な経過地：宮津市、京都府竹野郡丹後町[注釈 2]、同郡網野町[注釈 2]、同府熊野郡久美浜町[注釈 2]、豊岡市、兵庫県城崎郡香住町[注釈 3]
- 総延長 : 201.5 km（京都府 123.1 km、兵庫県 61.6 km、鳥取県 16.7 km）重用延長を含む。[5][注釈 4]
- 重用延長 : 11.3 km（京都府 11.2 km、兵庫県 - km、鳥取県 0.1 km）[5][注釈 4]
- 未供用延長 : なし[5][注釈 4]
- 実延長 : 190.2 km（京都府 111.9 km、兵庫県 61.6 km、鳥取県 16.7 km）[5][注釈 4]
  - 現道 : 171.1 km（京都府 105.0 km、兵庫県 59.2 km、鳥取県 6.9 km）[5][注釈 4]
  - 旧道 : 17.2 km（京都府 6.9 km、兵庫県 0.6 km、鳥取県 9.8 km）[5][注釈 4]
  - 新道 : 1.8 km（京都府 - km、兵庫県 1.8 km、鳥取県 - km）[5][注釈 4]
- 指定区間：なし[6]

## 歴史

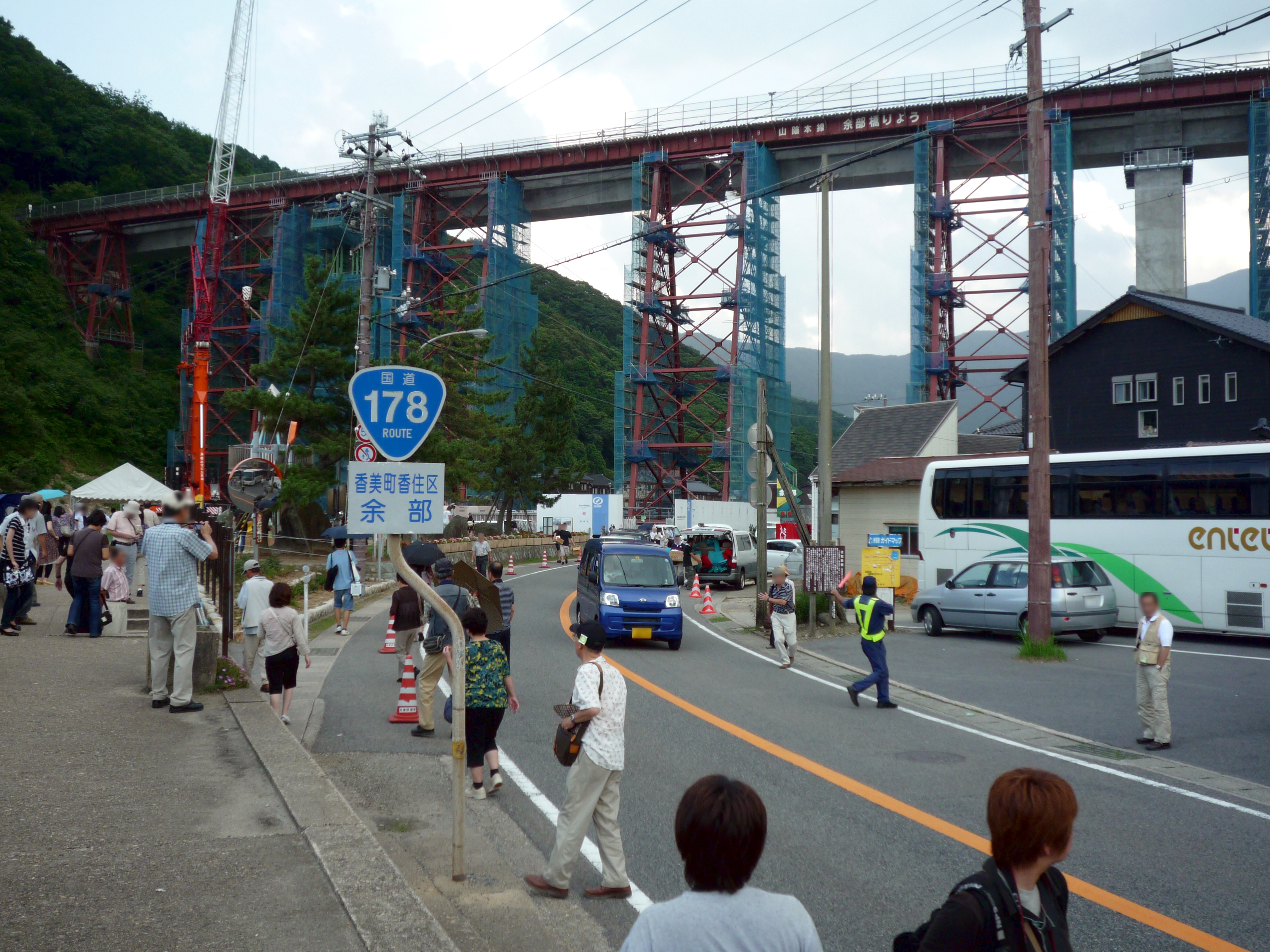
余部橋梁下を通過する
国道178号

現行の道路法（昭和27年法律第180号）に基づく二級国道として1953年（昭和28年）に初回指定された路線のひとつである。国道指定当初から「舞鶴鳥取線」の路線名が付与されていたが、終点は兵庫県城崎郡香住町から現在の兵庫県道4号香住村岡線を経由して兵庫県美方郡射添村で国道9号に至る路線として指定されていたほか、京都府与謝郡宮津町から同府熊野郡久美浜町までの区間は、中郡峰山町をはじめ、現在の国道312号を経由するものであった。終点が鳥取県に変更されたのは1970年（昭和45年）のことで、城崎郡香住町から美方郡村岡町の旧道は、1971年（昭和46年）10月に兵庫県道4号香住村岡線として認定された。また、1970年（昭和45年）に新設された国道312号と宮津市から豊岡市までが重複区間として設定されたが、1982年（昭和57年）に宮津市から熊野郡久美浜町までの経路を、丹後半島内陸から海岸沿いの京都府主要地方道16号宮津網野久美浜線経由とし、旧道は国道312号が引き継いだ。

### 年表
- 1953年（昭和28年）5月18日 - 二級国道178号舞鶴鳥取線（舞鶴市 - 兵庫県美方郡射添村[注釈 5]）として指定施行[7]。
- 1965年（昭和40年）4月1日 - 道路法改正により一級・二級区分が廃止されて一般国道178号（舞鶴市 - 兵庫県美方郡村岡町[注釈 3]）として指定施行[2]。
- 1970年（昭和45年）4月1日 - 終点側の経路を変更し、一般国道178号（舞鶴市 - 鳥取県岩美郡岩美町）として指定施行[8]。
- 1982年（昭和57年）4月1日 - 宮津市 - 熊野郡久美浜町[注釈 2]の経路を変更し、一般国道178号として指定施行[9]。
- 2005年（平成17年）3月27日 - 山陰近畿自動車道香住道路開通に伴い、兵庫県美方郡香美町香住区下岡（佐津IC）- 同区森（香住IC）の経路を当該路線に変更し、旧道は国道指定を解除。
- 2008年（平成20年）11月24日 - 山陰近畿自動車道東浜居組道路開通に伴い、兵庫県美方郡新温泉町居組（居組IC）- 鳥取県岩美郡岩美町陸上（東浜IC）の経路を当該路線に変更し、旧道は2009年（平成21年）3月31日までに兵庫県道128号居組港居組停車場線、新温泉町道・岩美町道七坂八峠線、鳥取県道256号陸上岩井線[注釈 6]に移管するかたちで国道指定を解除。
- 2016年（平成28年）3月22日 - 兵庫県告示290号により、2010年（平成22年）12月12日の余部道路開通に伴い、兵庫県美方郡香美町香住区香住（香住IC） - 同区余部（余部IC）間の経路を当該路線に一本化し、旧道は兵庫県道4号香住村岡線に移管するかたちで国道指定を解除。
- 2017年（平成29年）3月31日 - 現道が山陰近畿自動車道岩美道路（浦富IC - 岩美IC）経由となり終点が鳥取県岩美郡岩美町大字浦富字宇和田23-1地先（岩美IC）となる（同町牧谷 - 浦富IC間は鳥取県道155号網代港岩美停車場線と重複）。一方、旧道は支線として残存し、同日に山陰近畿自動車道駟馳山バイパスに並行する国道9号現道の管理が国土交通省から鳥取県へ移管されたことに伴い、旧道終点の鳥取県岩美郡岩美町大谷（駟馳山交差点）で接続する道路が鳥取県道328号福部岩美線に変更される[1][3][4]。
- 2018年（平成30年）4月1日 - 兵庫県告示327号により、2017年（平成29年）11月26日の浜坂道路開通に伴い、兵庫県美方郡香美町香住区余部（余部IC） - 同県同郡新温泉町栃谷（新温泉浜坂IC） - 同町三谷（田君踏切）間の経路を当該路線（新温泉浜坂IC - 田君踏切間は兵庫県道47号浜坂井土線と重複）に一本化し、旧道は余部IC - 道の駅あまるべの北方（余部1733-1地先、民宿旅館 川戸屋の前）間を国道178号余部支線とし、その西側区間（支線終点 - 田君踏切間）は香美町道余部浜坂線、新温泉町道久谷桃観線、兵庫県道261号赤崎久谷停車場線（国道178号との重複を解除）、兵庫県道257号山田新温泉線、新温泉町道二日市久斗線、兵庫県道263号竹田指坑線（国道178号との重複を解除）、新温泉町道旭町福富線、兵庫県道167号浜坂停車場線に移管するかたちで国道指定を解除[11][12][13]。
- 2023年（令和5年）3月12日 - 現道が山陰近畿自動車道岩美道路（東浜IC - 浦富IC）経由となり、鳥取県岩美郡岩美町陸上（東浜IC） - 同町牧谷間は支線として残存、同町牧谷 - 同町浦富（浦富IC）間は再び鳥取県道155号網代港岩美停車場線の単独区間とし、同町陸上（旧東浜IC - 東浜IC間）を鳥取県道256号陸上岩井線[注釈 6]に移管するかたちで国道指定を解除[14][15][16][17][18]。
- 2025年（令和7年）3月31日 - 鳥取県告示第182号により、岩美道路と並行する現道区間の国道指定が解除され、東浜IC - 岩美郡岩美町大字牧谷間は鳥取県道256号浦富岩井線に、岩美郡岩美町大字牧谷 - 浦富海岸交差点間は鳥取県道155号網代港岩美停車場線に、浦富海岸交差点 - 岩本東交差点間は町道に、岩本東交差点 - 岩美郡岩美町大字大谷間は鳥取県道325号網代港岩美インター線に、岩美郡岩美町大字大谷 - 大谷中央交差点間は鳥取県道294号網代港大岩停車場線（鳥取県道325号網代港岩美インター線重複）に、大谷中央交差点 - 岩美郡岩美町大字大谷間は町道に変更[19]。

## 路線状況
俗にイナバと呼称される。
2022年（令和4年）6月に京都府宮津市里波見から与謝郡伊根町亀島までの7.6 kmにかけられていた異常気象時通行規制区間の一部が解除され、宮津市里波見から同市長江の2.6 kmに短縮された上に規制の対象となる雨量も緩和された。この規制短縮は養老伊根バイパスの開通や防災工事の完成によって学識経験者を含む検討会議によって安全と判断されたためである。

### 通称
- 丹後半島一周道路（京都府）
- 但馬漁火ライン（兵庫県）（日本風景街道）
- ジオパークロード（兵庫県・鳥取県）

山陰近畿自動車道などにつけられている。また、国道9号駟馳山バイパス（山陰近畿自動車道）にもこの通称がつけられている。

### バイパス

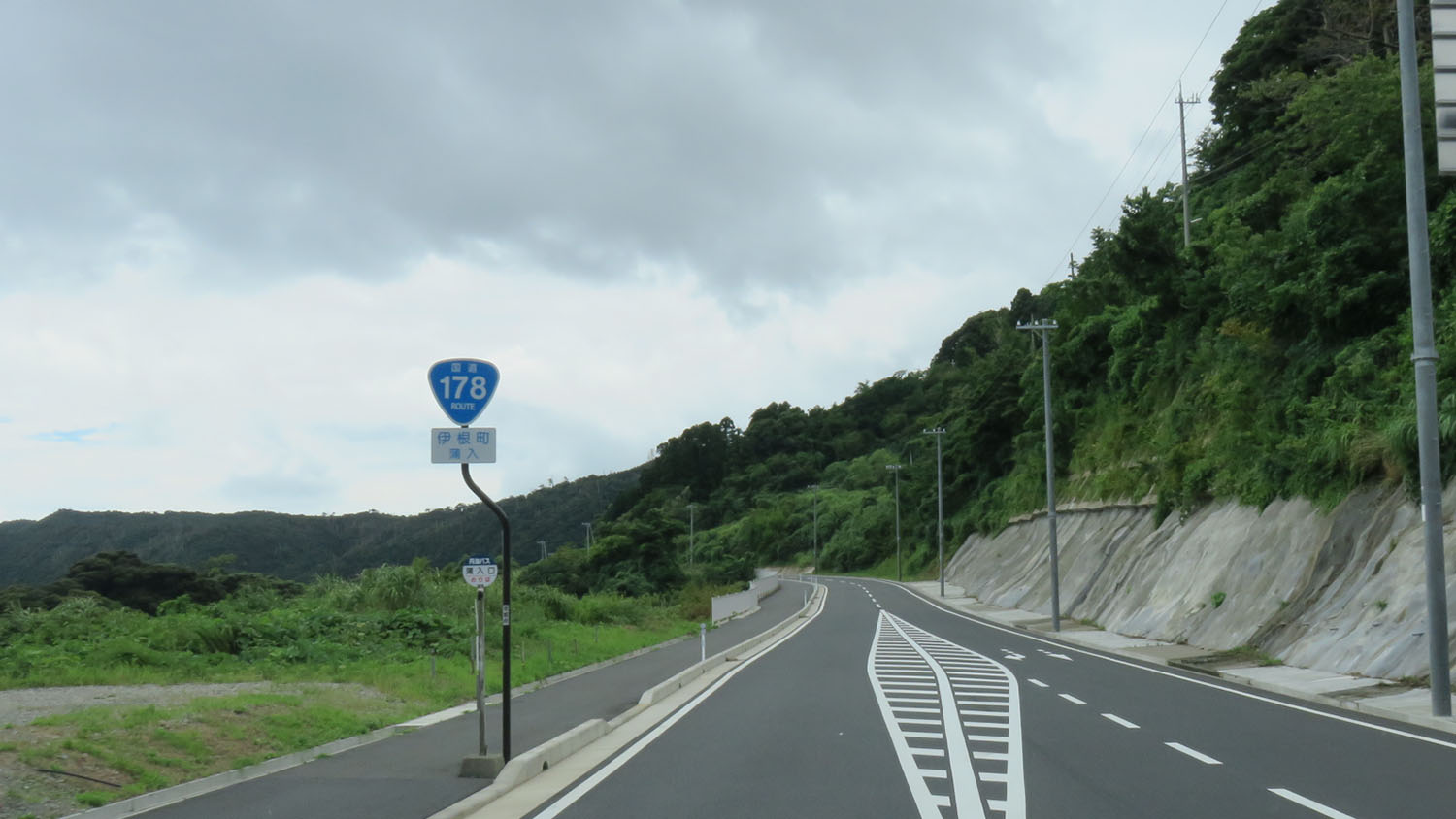
蒲入バイパス
京都府与謝郡伊根町蒲入

府中バイパス
府中（ふちゅう）バイパスは、京都府宮津市中野から同市江尻に至るバイパス道路である。バイパス開通以前は、天橋立郵便局付近を経由するルートであった。天橋立北側に位置し、沿線には傘松公園、成相寺、籠神社といった観光地が控え、土産物屋や旅館が立ち並ぶなどしているが、交差点で直角に曲がる必要があり、道路幅は観光バスをはじめとした大型車に供するには狭いため、観光シーズンや夏季を中心に著しい渋滞が発生していた。また、歩道も整備されていなかったため、自動車交通の円滑化と観光客をはじめとした歩行者の安全確保のためにも抜本的な対策が求められていた。
そこで、京都府は2001年（平成13年）より用地取得に乗り出し、2005年（平成17年）に工事着手して現道拡幅部0.3 kmは2008年（平成20年）10月に、残りのバイパス部1.1 kmは2009年（平成21年）11月8日にそれぞれ供用を開始し、全線開通となった。なお、歩道の整備にあたっては、電柱の地中化を行うなど、天橋立観光の拠点地区として景観に配慮した整備を実施した。
- バイパスデータ
  - 起点：京都府宮津市字中野小字弁財天妙源寺681の2[23]
  - 終点：京都府宮津市字江尻小字深田1025の1[23]

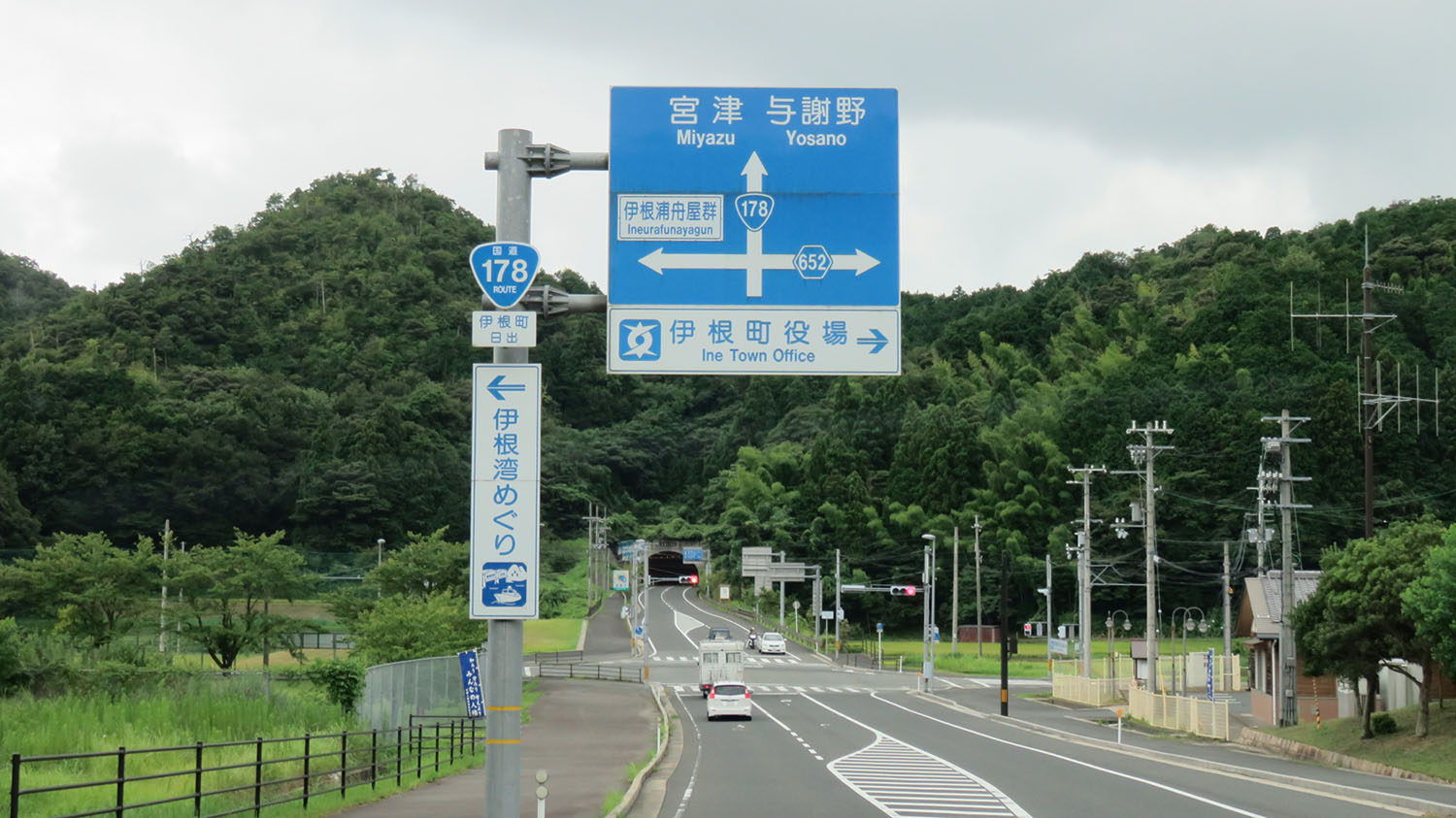
養老伊根バイパス
京都府与謝郡伊根町日出

  - 延長：1,374.0 m[23]

養老伊根バイパス
養老伊根（ようろういね）バイパスは、京都府宮津市岩ヶ鼻から与謝郡伊根町大原に至るバイパス道路である。バイパス開通以前は人家が連坦する未改良区間を通過しており、当該区間を迂回するために整備された。1991年（平成3年）に事業化され、1993年（平成5年）に用地取得、1994年（平成6年）から工事着手となった。
工区としては2つに分れており、起点から伊根町役場附近まで2.3 kmの第1工区は2000年（平成12年）に、同地点から終点まで2.4 kmの第2工区のうち、終点側の0.7 kmが2007年12月2日（平成19年）に、伊根トンネルを含む1.7 kmが2010年（平成22年）にそれぞれ供用を開始し、全線開通した。
主な道路構造物として、岩ヶ鼻トンネル（335 m）、大島トンネル（331 m）、伊根トンネル（819 m）、伊根舟屋高架橋（254 m）が建設されている。
- バイパスデータ
  - 起点：京都府宮津市岩ヶ鼻
  - 終点：京都府与謝郡伊根町大原
  - 延長：4,700 m

蒲入バイパス
蒲入（かまにゅう）バイパスは、与謝郡伊根町本庄宇治から同町蒲入に至るバイパス道路である。この区間は従来から路線バスが走るなど地域の主要道路であったが、道幅が狭いうえ線形も悪かった。また、第2次緊急輸送道路でありながら異常気象時通行規制区間でもあり、集落の孤立もたびたび発生していた。
1992年（平成4年）に事業に着手し、2001年（平成13年）から2009年（平成21年）まで休止されたが、2016年（平成28年）3月12日に開通した。
- バイパスデータ[25]
  - 起点：京都府与謝郡伊根町本庄宇治
  - 終点：京都府与謝郡伊根町蒲入
  - 延長：2,240 m（うち、蒲入トンネル：764 m[27]）
  - 幅員：10.0 m

木津道路
延長：3.2 km（バイパス部：2.0 km、現道拡幅部：1.2 km）。バイパス部が2022年（令和4年）10月29日に開通。
十楽バイパス
延長：260 m。2019年（令和元年）6月9日に開通。
E9 山陰近畿自動車道
本路線と並行する地域高規格道路である。計画されている一部が自動車専用道路として供用されている。詳しくは「山陰近畿自動車道」の記事を参照のこと。

### 重複区間
- 国道175号（京都府舞鶴市字魚屋・大手交差点（起点） - 舞鶴市字八田・八田交差点）
- 国道176号・国道312号（京都府宮津市字鶴賀 - 宮津市字須津・消防署前交差点）
- 国道482号（京都府宮津市字須津・消防署前交差点 - 京丹後市丹後町間人・丹後中学校上交差点）
- 国道312号（京都府京丹後市久美浜町・本願寺前交差点 - 兵庫県豊岡市下宮・下宮地蔵東交差点）

### 道路施設

#### 橋梁
- 京都府
  - 大川橋（由良川、舞鶴市、国道175号重複区間内）
  - 新大手橋（大手川、宮津市）
  - 新宮津大橋（京都府道・兵庫県道2号宮津養父線・[[京都丹後鉄道宮舞線]]、宮津市、国道176号重複区間内）
  - 須津大橋（京都府道・兵庫県道2号宮津養父線・京都丹後鉄道宮舞線、宮津市、国道176号重複区間内）
  - 岩滝橋（野田川、与謝郡与謝野町）
  - 新犀川橋（犀川、与謝郡与謝野町）
  - 広瀬橋（竹野川、京丹後市）
  - 小浜橋（新樋越川、京丹後市）
  - 網野橋（福田川、京丹後市）
- 兵庫県
  - 豊岡大橋（円山川、豊岡市）
  - 福田橋（奈佐川、豊岡市）
  - 亀ヶ崎橋（大浜川、豊岡市）
  - 大庭大橋（岸田川、美方郡新温泉町）
  - 居組大橋（美方郡新温泉町）
- 鳥取県
  - 東浜大橋（陸上川、岩美郡岩美町）

#### トンネル
- 京都府
  - 宮津トンネル：延長1,131 m、1993年（平成5年）竣工、宮津市（国道176号重複区間内）
  - 岩ケ鼻トンネル：延長335 m、2000年（平成12年）竣工、宮津市
  - 大島トンネル：延長331 m、2000年（平成12年）竣工、宮津市
  - 伊根トンネル：延長819 m、2005年（平成17年）竣工、与謝郡伊根町
  - 蒲入トンネル：延長764 m、2015年（平成27年）竣工、与謝郡伊根町
  - 白南風隧道（経ヶ岬隧道）：延長153 m、1961年（昭和36年）竣工、京丹後市
  - 犬ヶ崎トンネル：延長426 m、1974年（昭和49年）竣工、京丹後市
  - 新間人トンネル：延長600 m、1984年（昭和59年）竣工、京丹後市
  - 引原トンネル：延長94 、1969年（昭和44年）竣工、京丹後市
  - 河梨トンネル：延長430 m、1972年（昭和47年）竣工、京丹後市 - 兵庫県豊岡市
- 兵庫県
  - 豊岡トンネル：延長472 m、1983年（昭和58年）竣工、豊岡市
  - 江野トンネル：延長955 m、1987年（昭和62年）竣工、豊岡市
  - 森本トンネル：延長360 m、1990年（平成2年）竣工、豊岡市
  - 土生トンネル：延長1,087 m、1993年（平成5年）竣工、豊岡市 - 美方郡香美町
  - 丹生地トンネル：延長397 m、2005年（平成17年）竣工、美方郡香美町
  - 香住トンネル：延長2,041 m、2005年（平成17年）竣工、美方郡香美町
  - 長見寺トンネル：延長683 m、2005年（平成17年）竣工、美方郡香美町
  - 油良トンネル：延長245 m、2010年（平成22年年）竣工、美方郡香美町
  - 間室トンネル：延長416 m、2010年（平成22年）竣工、美方郡香美町
  - 船越トンネル：延長2,984 m、2010年（平成22年）竣工、美方郡香美町
  - あまるべトンネル：延長1,255 m、2017年（平成29年）竣工、美方郡香美町
  - 新桃観トンネル：延長2,546 m、2017年（平成29年）竣工、美方郡香美町 - 美方郡新温泉町
  - 久谷第一トンネル：延長859 m、2017年（平成29年）竣工、美方郡新温泉町
  - 久谷第二トンネル：延長197 m、2017年（平成29年）竣工、美方郡新温泉町
  - 対田第一トンネル：延長144 m、2017年（平成29年）竣工、美方郡新温泉町
  - 対田第二トンネル：延長78 m、2017年（平成29年）竣工、美方郡新温泉町
  - 対田第三トンネル：延長289 m、2017年（平成29年）竣工、美方郡新温泉町
  - 二日市トンネル：延長109 m、2017年（平成29年）竣工、美方郡新温泉町
  - 大庭トンネル：延長749 m、2017年（平成29年）竣工、美方郡新温泉町
  - 諸寄トンネル：延長418 m、1994年（平成6年）竣工、美方郡新温泉町
  - 竿谷トンネル：延長146 m、1995年（平成7年）竣工、美方郡新温泉町
  - 釜屋トンネル：延長277 m、1998年（平成10年）竣工、美方郡新温泉町
  - 穴見トンネル：延長399 m、1993年（平成5年）竣工、美方郡新温泉町
  - 七坂トンネル：延長1,821 m、2008年（平成20年）竣工、美方郡新温泉町 - 鳥取県岩美郡岩美町
- 鳥取県
  - 東浜トンネル：延長1,133 m、2020年（令和2年）竣工、岩美郡岩美町
  - 牧谷トンネル：延長412 m、2022年（令和4年）竣工、岩美郡岩美町
  - 道竹城トンネル：延長1,187 m、2015年（平成27年）竣工、岩美郡岩美町

#### 道の駅
- 京都府
  - 舞鶴港とれとれセンター（舞鶴市）
  - 舟屋の里 伊根（与謝郡伊根町）
  - てんきてんき丹後（京丹後市）
  - くみはまSANKAIKAN（京丹後市）
- 兵庫県
  - あまるべ（美方郡香美町）

## 地理

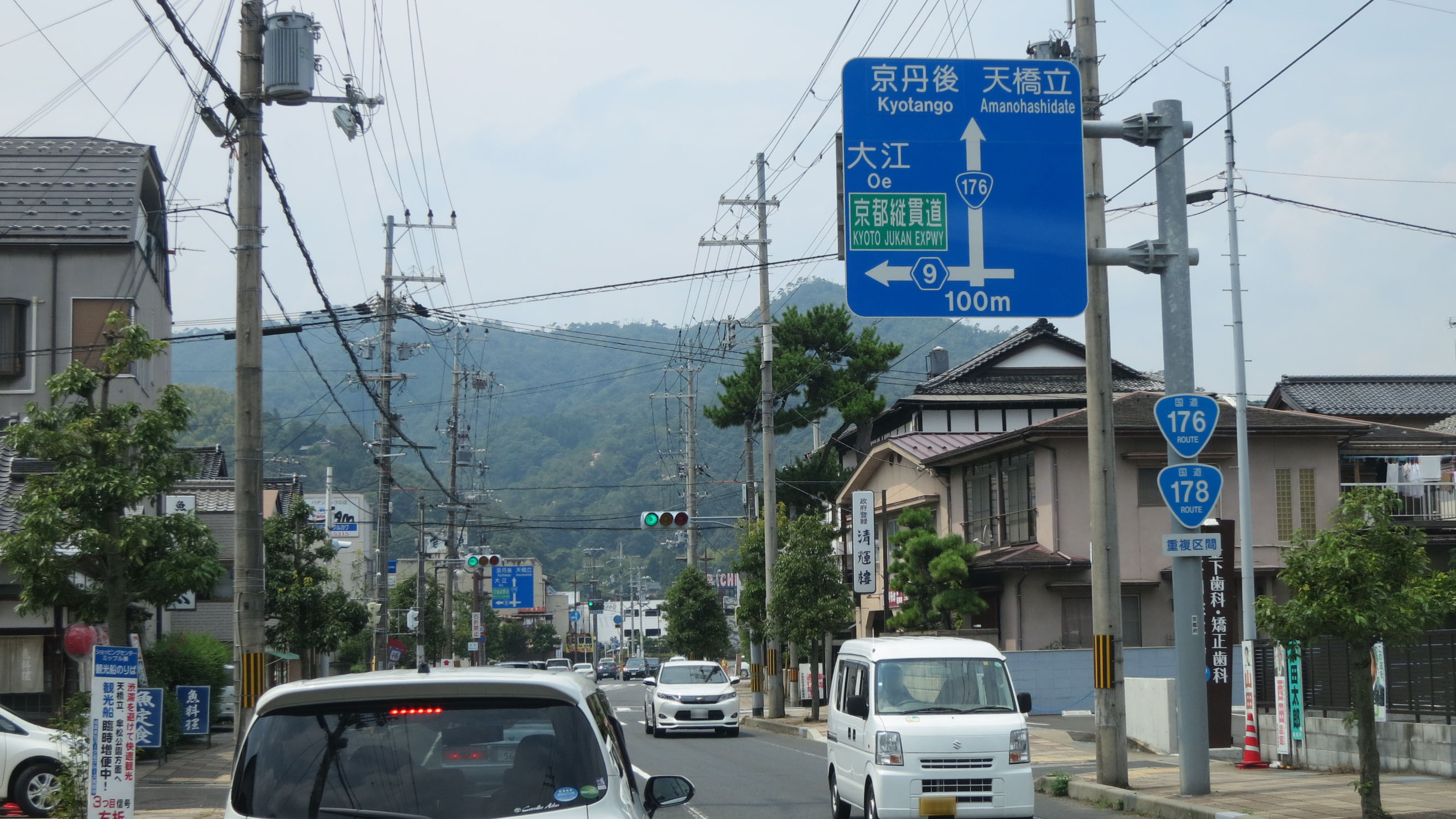
国道176号との重複
京都府宮津市島崎

### 通過する自治体
- 京都府
  - 舞鶴市 - 宮津市 - 与謝郡与謝野町 - 宮津市 - 与謝郡伊根町 - 京丹後市
- 兵庫県
  - 豊岡市 - 美方郡香美町 - 美方郡新温泉町
- 鳥取県
  - 岩美郡岩美町

### 交差する道路
| 交差する道路 | 都道府県名 | 市町村名 | 市町村名 | 交差する場所     | 交差する場所                                |
| --- | ---------- | -------- | -------- | ---------------- | ------------------------------------------- |
| 国道27号 国道175号 重複区間起点 国道177号                                                                                               | 京都府     | 舞鶴市   | 舞鶴市   | 字魚屋（）       | 大手交差点 / 起点                           |
| 京都府道601号由良金ヶ岬上福井線 | 京都府     | 舞鶴市   | 舞鶴市   | 字下福井         | 下福井交差点                                |
| 京都府道490号物部西舞鶴線 | 京都府     | 舞鶴市   | 舞鶴市   | 字上福井         | 上福井交差点                                |
| 京都府道567号地頭四所停車場線 重複区間起点                                                                                              | 京都府     | 舞鶴市   | 舞鶴市   | 字上福井         | 四所駅前交差点                              |
| 京都府道568号念仏峠線 | 京都府     | 舞鶴市   | 舞鶴市   | 字上福井         | 念仏峠交差点                                |
| 京都府道55号舞鶴福知山線 京都府道571号西神崎上東線                                                                                      | 京都府     | 舞鶴市   | 舞鶴市   | 字上東（）       | 藤津交差点                                  |
| 国道175号 重複区間終点 京都府道567号地頭四所停車場線 重複区間終点                                                                       | 京都府     | 舞鶴市   | 舞鶴市   | 字八田           | 八田交差点                                  |
| 京都府道569号東雲停車場線 | 京都府     | 舞鶴市   | 舞鶴市   | 字丸田           | 丸田東交差点                                |
| 京都府道601号由良金ヶ岬上福井線未供用                                                                                                   | 京都府     | 宮津市   | 宮津市   | 字由良           |                                             |
| 京都府道602号丹後由良停車場線 | 京都府     | 宮津市   | 宮津市   | 字由良           | 由良港交差点                                |
| 京都府道603号新宮中村線 | 京都府     | 宮津市   | 宮津市   | 字中村           | 新宮中村交差点                              |
| 京都府道604号栗田停車場線 京都府道605号栗田半島線 重複                                                                                  | 京都府     | 宮津市   | 宮津市   | 字上司（）       |                                             |
| 京都府道605号栗田半島線 京都府道802号田井大垣自転車道線 重複区間起点                                                                    | 京都府     | 宮津市   | 宮津市   | 字波路（）       | 獅子崎口（）交差点                          |
| 京都府道45号舞鶴宮津線 | 京都府     | 宮津市   | 宮津市   | 字波路           |                                             |
| 国道176号 重複区間起点 国道312号 重複区間起点 京都府道・兵庫県道2号宮津養父線 重複区間起点 京都府道802号田井大垣自転車道線 重複区間終点 | 京都府     | 宮津市   | 宮津市   | 字鶴賀           |                                             |
| 京都府道9号綾部大江宮津線 | 京都府     | 宮津市   | 宮津市   | 字浜町           |                                             |
| 京都府道802号田井大垣自転車道線 重複区間起点                                                                                            | 京都府     | 宮津市   | 宮津市   | 字漁師（）       |                                             |
| 京都府道802号田井大垣自転車道線 重複区間終点                                                                                            | 京都府     | 宮津市   | 宮津市   | 字漁師           |                                             |
| 京都府道802号田井大垣自転車道線 重複区間起点                                                                                            | 京都府     | 宮津市   | 宮津市   | 字漁師           |                                             |
| 京都府道・兵庫県道2号宮津養父線 重複区間終点 京都府道802号田井大垣自転車道線 重複区間終点                                               | 京都府     | 宮津市   | 宮津市   | 字杉末           | [ 注釈 7 ]                                  |
| 京都府道・兵庫県道2号宮津養父線 重複区間起点 京都府道802号田井大垣自転車道線 重複区間起点                                               | 京都府     | 宮津市   | 宮津市   | 字須津           | [ 注釈 8 ]                                  |
| 京都府道614号岩滝口停車場線 | 京都府     | 宮津市   | 宮津市   | 字須津           | 岩滝口駅前交差点                            |
| 国道176号 重複区間終点 国道312号 重複区間終点 国道482号 重複区間起点 京都府道・兵庫県道2号宮津養父線 重複区間終点                       | 京都府     | 宮津市   | 宮津市   | 字須津           | 消防署前交差点                              |
| 京都府道803号加悦岩滝自転車道線 | 京都府     | 与謝郡   | 与謝野町 | 字岩滝           |                                             |
| 京都府道53号網野岩滝線 京都府道802号田井大垣自転車道線 重複区間終点                                                                     | 京都府     | 与謝郡   | 与謝野町 | 字岩滝           |                                             |
| 京都府道615号弓ノ木岩滝線 京都府道651号大宮岩滝線 重複                                                                                  | 京都府     | 与謝郡   | 与謝野町 | 字岩滝           | 与謝野町役場交差点                          |
| 京都府道53号網野岩滝線 京都府道802号田井大垣自転車道線 重複区間起点                                                                     | 京都府     | 与謝郡   | 与謝野町 | 字男山           | 男山交差点                                  |
| 京都府道802号田井大垣自転車道線 重複区間終点                                                                                            | 京都府     | 与謝郡   | 与謝野町 | 字男山           |                                             |
| 京都府道802号田井大垣自転車道線 重複区間起点                                                                                            | 京都府     | 宮津市   | 宮津市   | 字溝尻           |                                             |
| 京都府道802号田井大垣自転車道線 重複区間終点                                                                                            | 京都府     | 宮津市   | 宮津市   | 字溝尻           |                                             |
| 京都府道802号田井大垣自転車道線 重複区間起点                                                                                            | 京都府     | 宮津市   | 宮津市   | 字中野           |                                             |
| 京都府道802号田井大垣自転車道線 重複区間終点                                                                                            | 京都府     | 宮津市   | 宮津市   | 字大垣           |                                             |
| 京都府道607号天の橋立線 | 京都府     | 宮津市   | 宮津市   | 字大垣           |                                             |
| 京都府道75号浜丹後線 | 京都府     | 宮津市   | 宮津市   | 字日置（）       | 日置交差点                                  |
| 京都府道619号中波見里波見線 | 京都府     | 宮津市   | 宮津市   | 字里波見（）     | 波見口（）交差点                            |
| 京都府道620号奥波見岩ヶ鼻線 | 京都府     | 宮津市   | 宮津市   | 字岩ヶ鼻         | 岩ヶ鼻口交差点                              |
| 京都府道625号岩ヶ鼻須川線 | 京都府     | 宮津市   | 宮津市   | 字岩ヶ鼻         | 日ヶ谷口交差点                              |
| 京都府道652号久僧伊根線 | 京都府     | 与謝郡   | 伊根町   | 字日出（）       | 日出交差点                                  |
| 京都府道622号伊根港線 | 京都府     | 与謝郡   | 伊根町   | 字平田           |                                             |
| 京都府道57号弥栄本庄線 京都府道621号下世屋本庄線 重複                                                                                   | 京都府     | 与謝郡   | 伊根町   | 字本庄上（）     | 本庄上交差点                                |
| 京都府道623号本庄浜本庄宇治線 | 京都府     | 与謝郡   | 伊根町   | 字本庄宇治       | 浦嶋交差点                                  |
| 京都府道624号本庄港線 | 京都府     | 与謝郡   | 伊根町   | 字蒲入（）       | 蒲入交差点                                  |
| 京都府道652号久僧伊根線 | 京都府     | 京丹後市 | 京丹後市 | 丹後町久僧（）   | 久僧交差点                                  |
| 京都府道654号井辺平線 | 京都府     | 京丹後市 | 京丹後市 | 丹後町平（）     | 平交差点                                    |
| 京都府道75号浜丹後線 | 京都府     | 京丹後市 | 京丹後市 | 丹後町竹野       |                                             |
| 国道482号 重複区間終点 京都府道672号間人港線                                                                                            | 京都府     | 京丹後市 | 京丹後市 | 丹後町間人（）   | 丹後中学校上交差点                          |
| 京都府道653号碇網野線 | 京都府     | 京丹後市 | 京丹後市 | 網野町掛津       | 遊（）交差点                                |
| 京都府道663号掛津峰山線 | 京都府     | 京丹後市 | 京丹後市 | 網野町掛津       | 三本松交差点                                |
| 京都府道53号網野岩滝線 | 京都府     | 京丹後市 | 京丹後市 | 網野町網野       | 長田（）交差点                              |
| 京都府道665号木津網野線 | 京都府     | 京丹後市 | 京丹後市 | 網野町網野       | 御陵交差点                                  |
| 京都府道17号網野峰山線 | 京都府     | 京丹後市 | 京丹後市 | 網野町下岡       | 網野橋交差点                                |
| 京都府道673号浅茂川下岡線 | 京都府     | 京丹後市 | 京丹後市 | 網野町下岡       | 網野駅前交差点                              |
| 京都府道666号岡田浦明線 | 京都府     | 京丹後市 | 京丹後市 | 網野町木津（）   | 若宮橋交差点                                |
| 京都府道667号夕日ヶ浦木津温泉停車場線                                                                                                   | 京都府     | 京丹後市 | 京丹後市 | 網野町木津       | 夕日ヶ浦木津温泉駅前交差点                  |
| 京都府道665号木津網野線 | 京都府     | 京丹後市 | 京丹後市 | 網野町木津       |                                             |
| 京都府道668号野中小天橋停車場線 重複区間起点                                                                                            | 京都府     | 京丹後市 | 京丹後市 | 久美浜町平田     | 平田交差点                                  |
| 京都府道668号野中小天橋停車場線 重複区間終点                                                                                            | 京都府     | 京丹後市 | 京丹後市 | 久美浜町鹿野（） | 鹿野交差点                                  |
| 京都府道49号久美浜湊宮浦明線 京都府道666号岡田浦明線                                                                                    | 京都府     | 京丹後市 | 京丹後市 | 久美浜町浦明（） | 浦明交差点                                  |
| 京都府道669号芦原甲山線 | 京都府     | 京丹後市 | 京丹後市 | 久美浜町甲山（） | 甲山交差点                                  |
| 兵庫県道・京都府道11号香美久美浜線 | 京都府     | 京丹後市 | 京丹後市 | 久美浜町十楽（） | 十楽交差点                                  |
| 国道312号 重複区間起点 | 京都府     | 京丹後市 | 京丹後市 | 久美浜町         | 本願寺前交差点                              |
| 京都府道・兵庫県道122号久美浜気比線 京都府道670号久美浜停車場線 重複                                                                    | 京都府     | 京丹後市 | 京丹後市 | 久美浜町栄町     | 栄町交差点                                  |
| 国道312号 重複区間終点 | 兵庫県     | 豊岡市   | 豊岡市   | 下宮（）         | 下宮地蔵東交差点                            |
| 兵庫県道548号楽々浦玄武洞豊岡線 | 兵庫県     | 豊岡市   | 豊岡市   | 森               | 豊岡大橋東交差点                            |
| 兵庫県道3号豊岡瀬戸線 | 兵庫県     | 豊岡市   | 豊岡市   | 宮島             | [ 注釈 10 ]                                 |
| 兵庫県道3号豊岡瀬戸線 | 兵庫県     | 豊岡市   | 豊岡市   | 船町             | 宮島交差点                                  |
| 国道426号 | 兵庫県     | 豊岡市   | 豊岡市   | 下陰（）         | 下陰池ノ内交差点                            |
| 兵庫県道242号辻福田線 | 兵庫県     | 豊岡市   | 豊岡市   | 福田             | 福田西交差点                                |
| 兵庫県道1号日高竹野線 | 兵庫県     | 豊岡市   | 豊岡市   | 竹野町森本       | 森本交差点                                  |
| 兵庫県道1号日高竹野線 | 兵庫県     | 豊岡市   | 豊岡市   | 竹野町森本       | [ 注釈 13 ]                                 |
| 兵庫県道135号村岡竹野線 | 兵庫県     | 豊岡市   | 豊岡市   | 竹野町河内（）   | 河内交差点                                  |
| 兵庫県道256号三川下岡線 | 兵庫県     | 美方郡   | 香美町   | 香住区下岡       | 佐津インター前交差点 1 佐津IC               |
| 兵庫県道4号香住村岡線 兵庫県道・京都府道11号香美久美浜線                                                                                | 兵庫県     | 美方郡   | 香美町   | 香住区森         | 油良口交差点 2 香住IC                       |
| 国道178号 / 余部支線 兵庫県道4号香住村岡線                                                                                              | 兵庫県     | 美方郡   | 香美町   | 香住区余部       | 3 余部IC                                    |
| 兵庫県道257号山田新温泉線 | 兵庫県     | 美方郡   | 新温泉町 | 対田             | 4 久斗IC                                    |
| 兵庫県道47号浜坂井土線 重複区間起点 兵庫県道263号竹田指坑線 重複区間起点                                                                | 兵庫県     | 美方郡   | 新温泉町 | 栃谷             | 浜坂インターチェンジ前交差点 5 新温泉浜坂IC |
| 兵庫県道263号竹田指坑線 重複区間終点 | 兵庫県     | 美方郡   | 新温泉町 | 戸田（）         | 戸田口（）交差点                            |
| 兵庫県道47号浜坂井土線 重複区間終点 兵庫県道167号浜坂停車場線                                                                           | 兵庫県     | 美方郡   | 新温泉町 | 三谷             |                                             |
| 兵庫県道168号諸寄停車場線 兵庫県道262号岸田諸寄線 重複                                                                                  | 兵庫県     | 美方郡   | 新温泉町 | 諸寄（）         |                                             |
| 兵庫県道128号居組港居組停車場線 / 別線                                                                                                  | 兵庫県     | 美方郡   | 新温泉町 | 居組             | 居組IC                                      |
| 国道178号 / 駟馳山支線 鳥取県道256号浦富岩井線                                                                                          | 鳥取県     | 岩美郡   | 岩美町   | 大字陸上（）     | 東浜IC                                      |
| 鳥取県道155号網代港岩美停車場線 | 鳥取県     | 岩美郡   | 岩美町   | 大字浦富（）     | 浦富IC交差点 浦富IC                         |
| 国道9号 鳥取県道325号網代港岩美インター線                                                                                               | 鳥取県     | 岩美郡   | 岩美町   | 大字浦富         | 岩美IC交差点 / 終点 岩美IC                  |
| 余部支線 |            |          |          |                  |                                             |
| 国道178号 / 現道 重複 兵庫県道4号香住村岡線                                                                                             | 兵庫県     | 美方郡   | 香美町   | 香住区余部       | 3 余部IC / 支線起点                         |
| 香美町道余部浜坂線 | 兵庫県     | 美方郡   | 香美町   | 香住区余部       | 支線終点                                    |

### 交差する鉄道
- 京都丹後鉄道宮舞線
- 山陰本線

### 峠
- 京都府
  - 滝尻峠（舞鶴市）
  - 須津峠（宮津市）

## ギャラリー

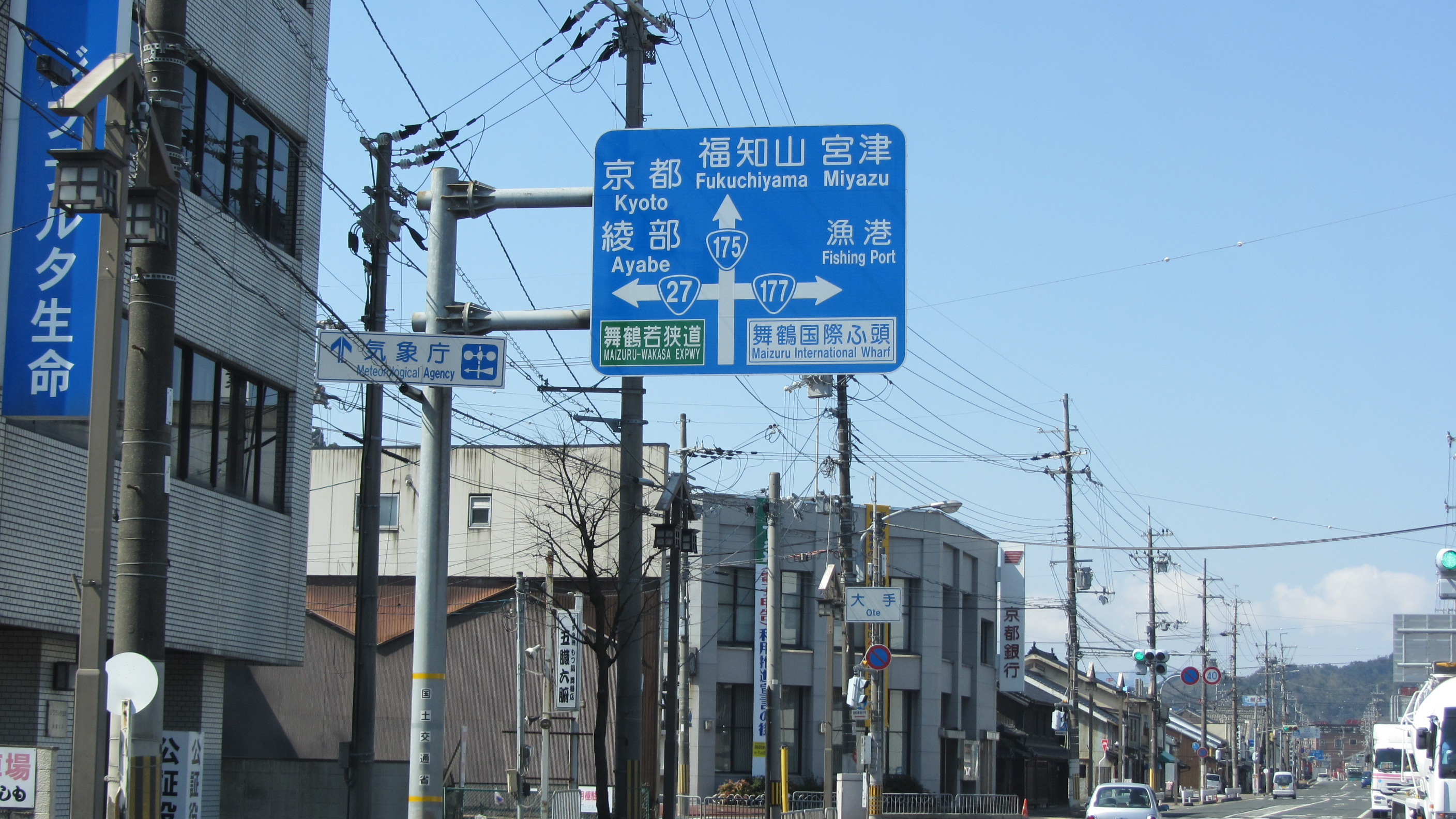
国道178号 起点 京都府舞鶴市 大手交差点 （国道175号上の交差点）
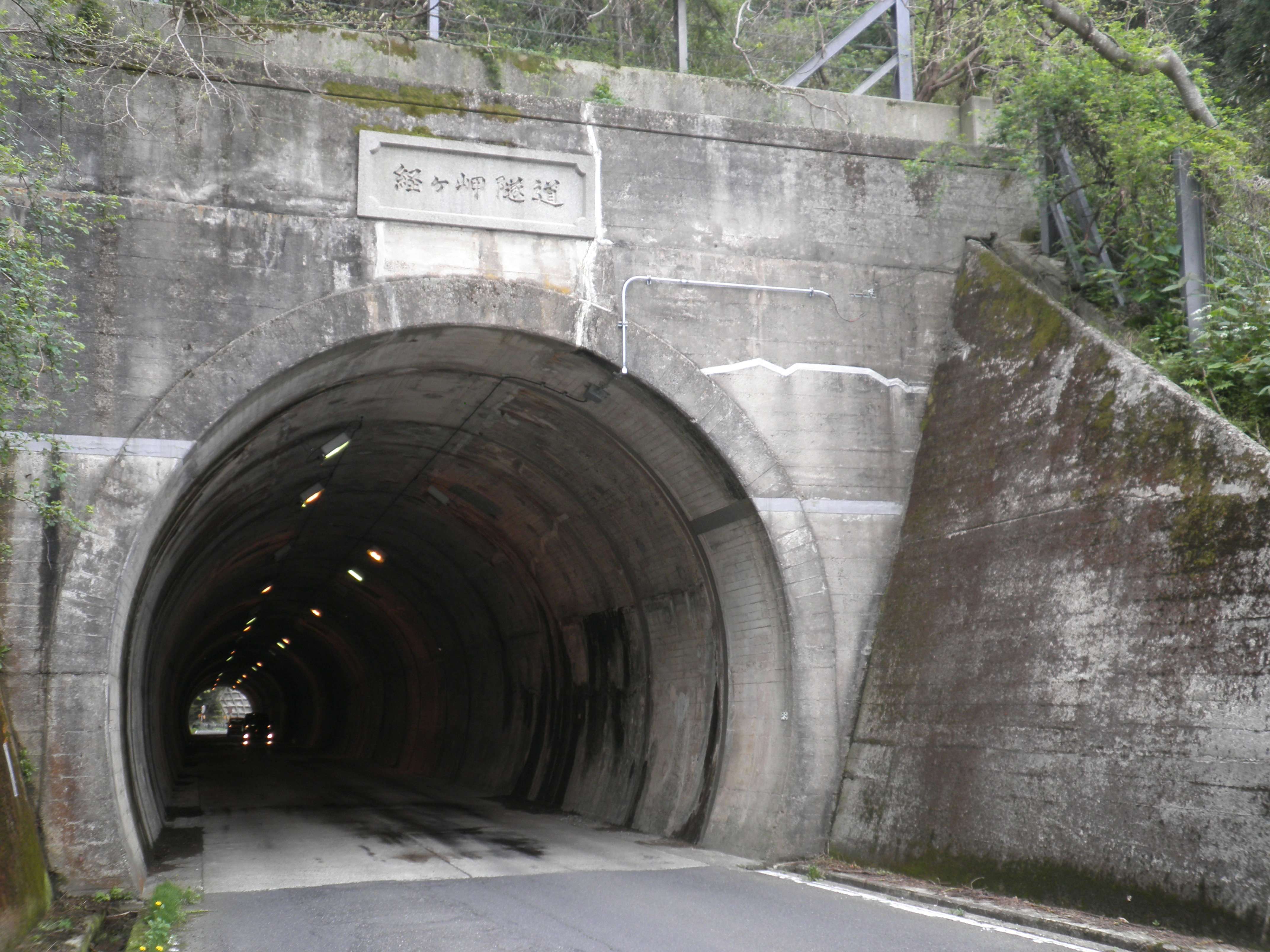
京都府京丹後市丹後町　経ヶ岬隧道
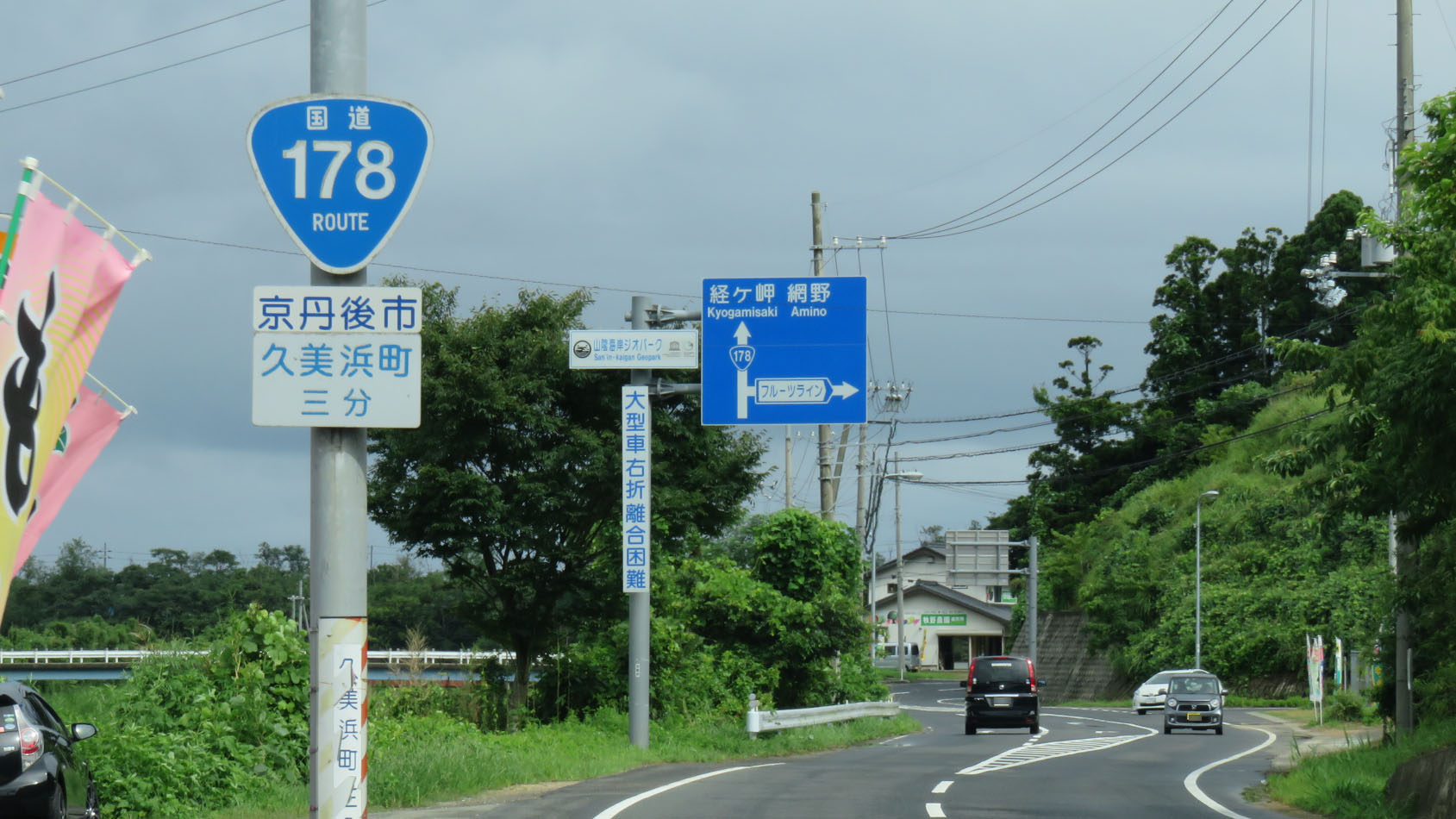
京都府京丹後市久美浜町
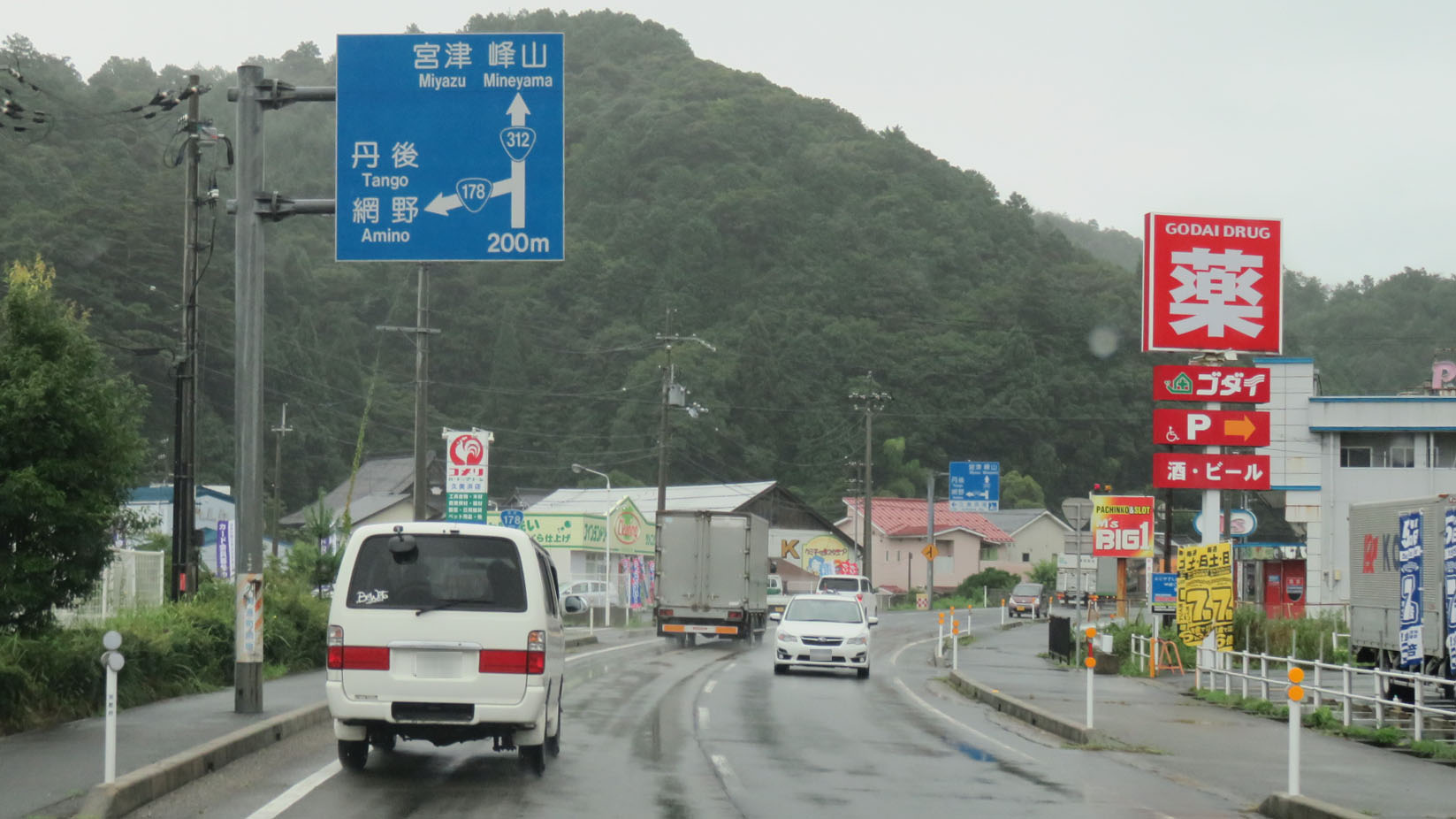
国道312号との分岐 京都府京丹後市久美浜町
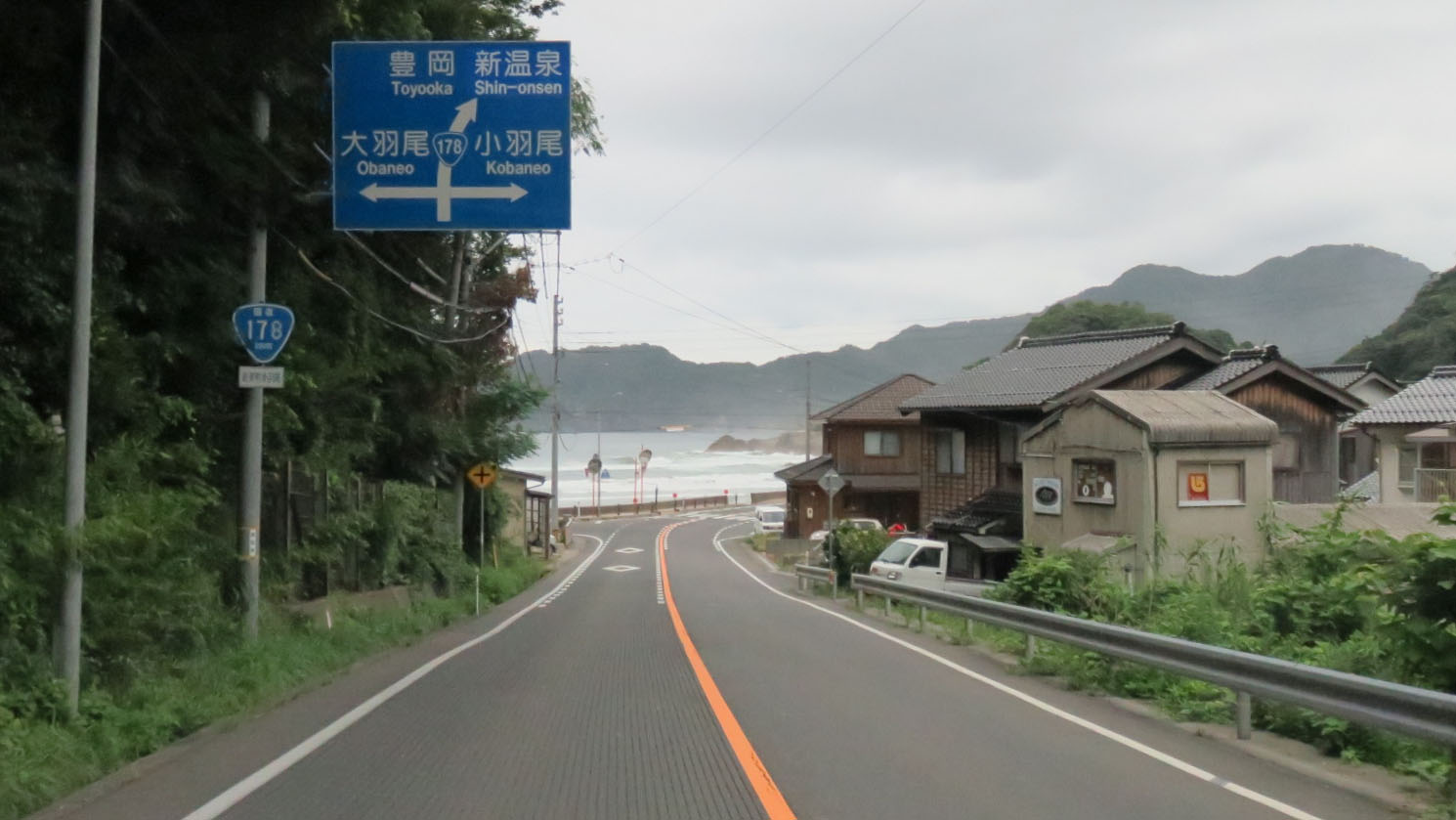
鳥取県 岩美郡岩美町